# Cryptocentrus leptocephalus
Cryptocentrus leptocephalus — вид риб з родини Gobiidae. Демерсальна, рифова морська тропічна риба, сягає 12 см довжиною. Мешкає в західній Пацифіці: від Індонезії до Нової Каледонії, на північ до Яеяма, на південь — до Австралії, також біля архіпелагу Тонга. Використовується як акваріумна рибка.